# Luiks-Brabantse oorlogen
De Luiks-Brabantse oorlogen waren een serie van dertien of veertien oorlogen in de 13e en 14e eeuw tussen het prinsbisdom Luik en het hertogdom Brabant en hun wisselende bondgenoten. In de geschiedschrijving wordt de plundering van Luik in 1212 als beginpunt genomen en het jaar 1378 als eindpunt van de reeks. De reeks van dertien oorlogen werd voorafgegaan door het Beleg van Maastricht in 1204.
De oorlogen vielen deels samen met de Limburgse Successieoorlogen (1283-'89), de Loonse Successieoorlogen (1336-'66) en de Brabantse Successieoorlog (1355-'57), waarin zowel Brabant als Luik belangrijke gebieden aan hun territorium wisten toe te voegen, maar waaruit Brabant toch als de belangrijkste regionale macht in het Maasland tevoorschijn kwam. In het prinsbisdom Luik vond in deze periode bovendien een burgeroorlog plaats: de Awans- en Warouxoorlog (1296-1335).

## Voorgeschiedenis

### Prinsbisdom Luik

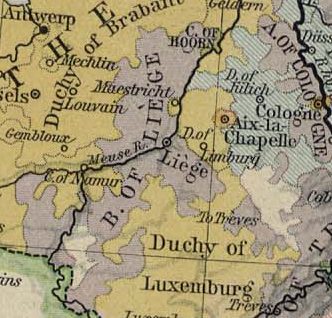
Het strijdtoneel tussen Luik en Brabant

Het prinsbisdom Luik, voortgekomen uit het oude bisdom Maastricht, verwierf aan het einde van de 10e eeuw heerlijke rechten, waardoor de bisschop zich vanaf dat moment prins-bisschop mocht noemen. Het wereldlijk bisdom Luik was weliswaar veel kleiner dan het geestelijke, maar nog altijd een aanzienlijke factor in het grensgebied tussen Frankrijk en het Duitse rijk. Rond 1200 verwierf het prinsbisdom het graafschap Moha, waar ook Brabant rechten op meende te hebben. Het graafschap Loon, dat in de 14e eeuw definitief door Luik geannexeerd zou worden, stond in deze periode al onder Luikse invloed. Tegelijkertijd zagen de Luikenaren hun invloed in Maastricht afnemen ten gunste van Brabant. Deze en andere ontwikkelingen leidden begin 13e eeuw tot een gespannen verhouding tussen Brabant en Maastricht enerzijds, en Luik en Loon anderzijds. Gezamenlijk richtten de prins-bisschoppen en de Goede Steden van het Luikse en Loonse land zich tegen de Brabantse expansie in het gebied tussen Maas en Rijn.

### Hertogdom Brabant
Ontstaan uit de vereniging van het landgraafschap Brabant, het markgraafschap Antwerpen, het graafschap Leuven en het graafschap Brussel, werd het hertogdom Brabant een legitieme leenroerige entiteit (een Duits rijksleen) rond het jaar 1183. De Brabantse expansiedrang stuitte al in de loop van de 11e eeuw meermaals op het territorium van de rijksbisschop van Luik, eveneens een rijksleen dat zich uitstrekte over onder meer het Maasland. Rond 1200 verwierf Brabant een strategische positie in het tweeherige Maastricht. In 1244 kreeg het Heerlen en het graafschap Dalhem in handen. Het prestige van Brabant nam enorm toe na de gewonnen slag bij Woeringen in 1288, toen het, met het bezit van het hertogdom Limburg, ook de hertogstitel binnenhaalde. In diezelfde periode wist het ook het land van 's-Hertogenrade te verwerven. Iets later kwam daar het land van Valkenburg bij, waardoor Brabant alle drie de landen van Overmaas in bezit had.

## De oorlogen
Belgisch historicus Jean Lejeune (1948) identificeerde gewapende Luiks-Brabantse conflicten in de volgende jaren: 1212–1214, 1255, 1257, 1267, 1273, 1276, 1291, 1295, 1303–1304, 1331–1335, 1337–1338, 1343–1344, 1356–1357 en 1377–1378. Nederlands historicus Hubert Wouters (1981) telde dertien oorlogen in totaal. In de reeks oorlogen tussen Luik en Brabant kunnen een vijftal fasen worden onderscheiden, waarin de strijd telkens oplaaide. Tijdens deze perioden waren de landen niet permanent met elkaar in oorlog. De tussenliggende jaren waren relatief rustig en werden gekenmerkt door wankele wapenstilstanden, moeizame vredesonderhandelingen, soms zelfs tijdelijke allianties, en conflicten met andere vijanden.
In het Luiks-Brabantse conflict speelde de tweeherige status van Maastricht een belangrijke rol. De toenemende invloed van de hertogen van Brabant in het bestuur van die stad werd betwist door de prins-bisschoppen van Luik en de graven van Loon. Maastricht werd in anderhalve eeuw minstens vijf keer belegerd. Andere twistappels waren het graafschap Moha, het graafschap Loon en de steden Sint-Truiden en  Mechelen. Met betrekking tot Loon illustreert een voorval uit 1190 de precaire situatie: op de rijksdag van Schwäbisch Hall noemde de hertog van Brabant zich de leenheer van de graaf van Loon, waarop deze laatste prompt de Luikse bisschop als zijn suzerein aanduidde. Moeilijk was ook de positie van die gebieden die in wereldlijk opzicht tot het territorium van de Brabantse hertog behoorden, maar in geestelijk opzicht de Luikse bisschop als hun leidsman moesten erkennen. Dit betrof onder andere een groot deel van de huidige Nederlandse provincie Noord-Brabant en de omgeving van de stad Leuven.

### Aanloop: beleg van Maastricht (1204)
|                                                                        |  |  |
| Hendrik I van Brabant (in Maastricht) en Hugo van Pierrepont (in Luik) |  |  |

Rond 1200 deed de troonstrijd in het Heilige Roomse Rijk tussen Staufers en Welfen zich ook in het Maasland voelen. Staufische en welfische koningen dongen afwisselend naar de gunst van de prins-bisschop van Luik en de hertog van Brabant. In september 1202 gaf de staufische koning Otto IV de stad Maastricht, het graafschap van de Vroenhof en de zogenaamde Redemptiedorpen in leen aan hertog Hendrik I van Brabant. Deze verwierf tevens de voogdij over het rijke kapittel van Sint-Servaas in Maastricht en de proosdij van Meerssen. In 1204 bevestigde de welfische tegenkoning Filips van Zwaben, die op dat moment in het Heilige Roomse Rijk de werkelijke macht in handen had, deze schenking, die volledig voorbij ging aan de veel oudere rechten van de bisschoppen van Luik in dit gebied.
Bisschop Hugo II van Pierrepont nam geen genoegen met de Brabantse machtsovername in Maastricht. Van Pierreponts irritatie werd aangewakkerd doordat de Brabantse hertog de Maastrichtenaren had toegestaan een verdedigingswal rondom de stad op te werpen, waarschijnlijk bestaande uit een aarden omwalling met een houten palissade en daaromheen een gracht. In 1204 trokken de Luikse prins-bisschop en zijn vazal, de graaf van Loon, op naar Maastricht, waar ze de Maasbrug vernielden en de net aangelegde verdedigingswerken met de grond gelijk maakten, waarna de stad waarschijnlijk enige tijd door hun legers bezet werd.
Kort na 1204 verzoenden de Luikse bisschop en de Loonse graaf zich met de hertog van Brabant, waarna ze zich verplichtten de brug te herstellen. In 1206 kwam de verzoening tot stand tussen bisschop Hugo van Pierrepont en de welfische koning Filips van Zwaben. De bisschop accepteerde de medezeggenschap van de Brabantse hertog in Maastricht, wat gezien kan worden als het begin van de tweeherigheid van Maastricht. In feite bestond deze situatie al langer tussen de Luikse bisschoppen en de Duitse koningen. Hendrik I bemoeide zich als medeheer van Maastricht en voogd van Sint-Servaas intensief met de stad. Al eerder had hij zijn negenjarige dochter Maria uitgehuwelijkt aan Filips' rivaal Otto IV. Doordat Hendrik in 1204 overging naar het staufische kamp, was de verloving keer op keer uitgesteld. Na de geboorte van Hendriks zoon Hendrik II van Brabant in 1207 werd overeengekomen dat deze zou trouwen met de dochter van Filips, Maria van Zwaben. In 1208 werd Filips vermoord en meteen verzoende Hendrik zich met Otto, zodat het huwelijk van Otto IV en Maria van Brabant uiteindelijk toch doorging.

### Eerste fase (1212–1214)
Van 3 tot 7 mei 1212 vond de plundering van Luik en Haspengouw plaats door de troepen van hertog Hendrik I van Brabant, die daarbij profiteerden van de afwezigheid van de Luikse adel. Met name de kerken hadden het zwaar te verduren van de Brabantse plunderaars. Het Luikse domkapittel vaardigde een verordening uit dat alle kerken in het bisdom hun relieken en kruisbeelden ter aarde moesten werpen om de schande van deze daad aan de kaak te stellen.
In 1213 vond de zeer bloedige slag bij Steps plaats, waarbij de Luikenaren als overwinnaars uit de strijd kwamen. Het graafschap Moha is vanaf dat moment Luiks (hoewel pas in 1227 door Brabant erkend), evenals een aantal burchten in het graafschap Loon. Op 2 februari 1214 werd een vredesovereenkomst tussen Luik en Brabant getekend. Op 19 mei van dat jaar werd eindelijk het huwelijk van keizer Otto IV en Maria van Brabant door de Luikse bisschop Hugo van Pierrepont in de Sint-Servaaskerk ingezegend. Twee maanden later vochten de Luikenaren echter weer aan Franse zijde tegen Otto IV en de Brabanders (alsmede Vlamingen, Henegouwers en Engelsen) in de Slag bij Bouvines. In hetzelfde jaar werd de Maasbrug in Maastricht door de Luikenaren opnieuw verwoest.

### Tweede fase (1255-1276)
Tussen 1255 en 1257 laaide de strijd tussen Luik en Brabant opnieuw op. In 1255 steunde Arnold IV van Loon prins-bisschop Hendrik III van Gelre bij zijn onderwerping van de opstandige Luikse steden.
Na de dood van Hendrik III van Brabant in 1261 ontstond er in het Maasland een machtsvacuüm, omdat de erfopvolger Hendrik IV nog maar tien jaar oud was en bovendien geestelijk onvolwaardig. Zijn moeder, Aleidis van Bourgondië, nam het regentschap waar en wist haar oudste zoon in mei 1267 te overtuigen om troonsafstand te doen ten gunste van zijn broer Jan I, die echter eveneens minderjarig was. De prins-bisschop van Luik, Hendrik III van Gelre, wist van de verwarring in Brabant handig gebruik te maken door zijn pijlen allereerst (in 1266) te richten op Mechelen, waar hij echter weinig succesvol was, en in 1267 op Maastricht, waar de Luikse bisschoppen sinds het weinig succesvolle beleg van 1204 de Brabanders als medeheer hadden moeten tolereren en waar de Luikse inwoners zich al jaren geschoffeerd voelden door de Brabantse meerderheid.
Van de hertog van Brabant had de Luikse bisschop in 1267 weinig te vrezen, maar van diens leenman Dirk II van Valkenburg des te meer. Deze ontving inkomsten uit de brugtol in Maastricht en zou de oude Maasbrug tot het uiterste verdedigen. Hendrik III werd gesteund door zijn broer, graaf Otto II van Gelre. Gezamenlijk slaagden ze erin Maastricht te overmeesteren, waarbij ze inderdaad hevige tegenstand van Dirk van Valkenburg ondervonden. Door de Brabantse ding en de galg neer te halen, maakte de bisschop duidelijk dat alleen hij de hoge rechtspraak bezat. Na twee jaar moest hij echter opnieuw de medezeggenschap van de Brabantse hertogen in Maastricht accepteren, ook al omdat de burgers van Luik en andere Goede Steden zich tegen hem hadden gekeerd. In 1284 werd de tweeherigheid van Maastricht vastgelegd in een constitutioneel verdrag, de Alde Caerte, in 1356 aangevuld met de Doghter Caerte. Het Luiks-Brabantse condominium bleef tot 1794 voortbestaan, hoewel na 1430 de Bourgondische hertogen en na 1632 de Staten-Generaal de rol van de Brabantse hertogen overnamen.
Aan het einde van deze periode, van 1272 tot 1278 vond de zogenaamde Oorlog van de Koe (Frans: Guerre de la Vache) plaats tussen het Prinsbisdom Luik en het graafschap Namen. De markgraaf van Namen (tevens graaf van Vlaanderen), Gwijde van Dampierre, werd onder anderen gesteund door Jan I van Brabant, die de Haspengouw binnenviel. Op 19 april 1276 plunderde en verwoestte hij het dorp Meeffe, een Luikse enclave in Namen. Door bemiddeling van Filips III van Frankrijk kwam in 1278 de vrede tot stand.

### Derde fase (1291-1304)
In 1291 en 1295 vonden er opnieuw gevechten plaats tussen Brabanders en Luikenaren. In 1296 brak in Luik de Awans- en Warouxoorlog uit, een burgeroorlog die vooral in de Luiks-Loonse Haspengouw werd uitgevochten. In hetzelfde jaar kwamen de Luikse burgers van Maastricht in opstand omdat ze zich achtergesteld voelden door de Brabantse schout en schepenen in hun stad. Omdat ze in de minderheid waren, werden de Luikenaren bij straatgevechten door hun Brabantse stadgenoten verslagen, waarna ze gedwongen werden de eed van trouw aan de hertog van Brabant af te leggen. Daarop sloeg prins-bisschop Hugo van Chalon in 1297 het beleg om Maastricht, dat hij al na korte tijd moest opbreken. Het geschil werd vervolgens door scheidsrechters beslecht, waarbij werd bepaald dat Maastricht, Wyck en de omringende dorpen Brabants gebied waren met uitzondering van het "erfgoed van Sint-Lambertus" (de Onze-Lieve-Vrouweparochie) en Sint Pieter. Dit verdrag, waarvan de exacte tekst onbekend is, werd door de Luikse Maastrichtenaren als een nederlaag ervaren.
In 1302, na het overlijden van Adolf van Waldeck, werd Theobald van Bar gekozen tot prins-bisschop van Luik. Deze Theobald, zoon van Theobald II van Bar, graaf van Bar, had vijf broers, waarvan enkelen een rol zouden spelen bij het beleg van Maastricht van 1303. Een oudere broer, Reinald van Bar, werd in 1302 door de paus benoemd tot bisschop van Metz. Nog in hetzelfde jaar sneuvelde de oudste broer, Hendrik III van Bar, waarna Reinald optrad als regent voor diens minderjarige zoon, Eduard I van Bar. Terwijl Theobald zich nog aan het pauselijk hof te Rome bevond, laaide de strijd met Brabant weer op. Het kapittel van de Sint-Lambertuskathedraal vroeg de broer van de bisschop, Jan van Bar, heer van Puisaye (Bourgondië), als beschermheer op te treden. Deze trok vervolgens, samen met zijn broer Pieter, heer van Pierrefort, op naar Maastricht en in mei 1303 omsingelden Luikse troepen het stadsdeel Wyck. Zodra de Brabantse hertog Jan II dit vernam, stuurde hij een aantal ridders, waaronder Hendrik van Cuyk en zijn zoon Albert van Cuijk. Nadat Pieter van Bar was gevangengenomen door vazallen van de Brabantse hertog, gaf Jan van Bar het beleg op.
De oorlog tussen Luik en Brabant verplaatste zich nog datzelfde jaar naar de Haspengouw, waar enkele dorpen nabij Hollogne-sur-Geer in brand werden gestoken.

### Vierde fase (1331-1357)
Het begin van deze periode werd vooral bepaald door de Awans- en Warouxoorlog, de burgeroorlog tussen twee Luikse clans, en daarnaast door het voortslepende conflict met Brabant. Dat de oorlog tussen Luik en Brabant geen permanent gegeven was in de 14e eeuw, moge blijken uit het feit dat men in de zomer van 1327, op verzoek van de Maastrichtenaren, gezamenlijk optrok tegen de heer van Valkenburg, Reinoud van Valkenburg. De Valkenburgers werden in de slag bij IJzeren door de Maastrichts-Luiks-Brabantse troepen verslagen, waarna de burcht van Valkenburg in de jaren daarna werd bezet. Pas in 1334 kregen de heren van Valkenburg hun bezittingen terug. De Brabantse hertogen bleven echter streven naar het bezit van het Land van Valkenburg, waarin hertog Wenceslaus in 1364 door aankoop slaagde.
In 1331 was het alweer uit met de vreedzame betrekkingen tussen Adolf van der Mark en Jan III van Brabant. Laatstgenoemde liet in dat jaar beslag leggen op een geldsom, die in de schatkamer van de Sint-Servaaskerk gedeponeerd was. De bisschop van Luik sloeg daarop het Maastrichtse kapittel in de ban. In de periode 1332-'34 laaide de strijd tussen Brabant en de omringende landen opnieuw op. De heerlijkheid Mechelen was vanouds een Luiks leen, maar in de praktijk werd het geregeerd door de familie Berthout, tegen de zin van de Luikse prins-bisschoppen. De Brabantse hertogen probeerden de Luikse enclave over te nemen, maar in 1333 stond Luik het leen af aan Vlaanderen, zeer tot ergernis van de Brabanders. Behalve Luik keerden nu ook Gelre, Gulik, Keulen, Luxemburg, Namen en Holland-Henegouwen zich tegen Brabant. De burcht Rode in het land van 's-Hertogenrade, sinds de Slag bij Woeringen (1288) Brabants bezit, werd op 11 maart 1334 bezet door de geallieerde legers onder aanvoering van graaf Gerard VII van Gulik.
Terwijl de Luikse troepen met hun bondgenoten de Brabanders bij de brug over de Maas in Visé opwachtten, trokken de Brabantse troepen ongehinderd via de Sint-Servaasbrug in Maastricht op naar 's-Hertogenrade. Adolf van der Mark was, als medeheer van Maastricht, uiteraard zeer ontstemd over het feit dat de Maastrichtenaren vrije doortocht hadden verleend aan de Brabantse vijand. Met een grote troepenmacht trok hij in maart 1334 op naar de Maasstad en sloeg het beleg om Maastricht. Na betaling van een geldbedrag werd het beleg opgeheven.
In 1335 kwam met de Vrede der Bloedverwantschappen (Paix des Lignages) een einde aan de Luikse burgeroorlog. De Luiks-Brabantse oorlog echter ging vanaf 1337 gewoon verder. In 1347 verbonden de Luikse Goede Steden zich met Brabant tegen hun bisschop, omdat deze hun privileges inperkte. In de Brabantse Successieoorlog (1355-'57) kozen de Luikenaren de zijde van de tegenstanders van Brabant.

### Vijfde fase (1375-1378)
De eindfase in de strijd tussen Luik en Brabant werd in 1375-'78 uitgevochten, de veertiende oorlog tussen de twee landen sinds 1204. Aanleiding voor het conflict was de weigering van Wenceslaus I van Luxemburg, mederegent van Brabant met zijn vrouw Johanna van Brabant, om de burgers van Sint-Truiden te compenseren voor hun steun aan de Brabanders. In 1375 vielen de Truienaren de escorte van hertog Wenceslaus aan, die op weg was naar Hasselt, en namen een tiental Brabantse mannen gevangen. Wenceslaus liet vervolgens tien burgers van Sint-Truiden gevangennemen, waarna de Truienaren het kasteel van Binderveld belegerden. De Staten van Brabant slaagden erin beide partijen tot onderhandelen te bewegen, wat in juni 1376 leidde tot een verdrag dat echter zeer nadelig voor de Truienaren uitpakte. Het niet nakomen van deze verplichtingen, en het beroep dat de Truienaren vervolgens deden op de Luikenaren, leidde twee jaar later tot een gewapend treffen tussen Luik en Brabant.
Op 1 juli 1378 stierf de Luikse prins-bisschop Jan van Arkel, waarna paus Urbanus VI de Utrechtse bisschop Arnold van Horne in Luik benoemde. Het Luikse domkapittel had aanvankelijk echter een andere kandidaat benoemd en deze riep onmiddellijk de hulp in van hertog Wenceslaus. De Luikenaren openden de aanval in de buurt van Landen in augustus 1378. Wenceslaus ging een rechtstreekse confrontatie uit de weg en behalve wat plunderingen en de verwoesting van het kasteel Pietersheim gebeurde er niets. Op 13 december 1378 werd te Booienhoven (bij Zoutleeuw) de wapenstilstand getekend, het Bestand van Booienhoven. Na onderhandelingen, waarbij de Vlaamse graaf Lodewijk van Male een bemiddelende rol speelde, accepteerden de Brabanders op 17 juni 1379 de vredesvoorwaarden.

## Conclusie
Tijdens de bijna twee eeuwen durende krachtmeting tussen Luik en Brabant wisten beide mogendheden belangrijke gebieden aan hun territorium toe te voegen. Toch kwam Brabant aan het eind als de belangrijkste regionale macht in het Maasland tevoorschijn. Lang duurde deze hegemonie niet. In 1430 werd Brabant opgeslokt door het sterk expanderende hertogdom Bourgondië. Hoewel de Bourgondiërs het door slimme politiek ook in Luik tijdelijk voor het zeggen kregen, werd Luik door het ontbreken van erfopvolging geen permanent onderdeel van het Bourgondische Rijk. Terwijl Brabant met de rest van de Zuidelijke Nederlanden werd meegesleept in de opstand tegen Filips II van Spanje, bleef Luik tot 1794 een onafhankelijk en neutraal land binnen het Heilige Roomse Rijk.